# Tanzimat
Tanzimat (osmanskoturško تنظيمات, latinizirano: Tanẓīmāt, dob. 'reorganizacija') je izraz, ki se nanaša na reorganizacijo Osmanskega cesarstva, ki se je začela leta 1839 in končala s Prvim ustavnim obdobjem leta 1876.
Za tanzimat so bili značilni različni poskusi, da bi posodobili Osmansko cesarstvo in ohranili njegovo ozemeljsko celovitost, katero so načenjala nacionalistična gibanja in zunanji agresorji. Reforme naj bi spodbudile osmanizem med različnimi etničnimi skupinami v cesarstvu in poskušale zajeziti plimo nacionalističnih gibanj v cesarstvu.
Reforme so poskušale izenačiti nemuslimanske podložnike imperija z muslimanskimi in jih s krepitvijo državljanskih svoboščin bolj temeljito vključiti v osmansko družbo. Za izboljšanje državljanskih svoboščin je bilo uvedenih veliko sprememb, na katere so številni muslimani gledali kot na nezaželen tuj vpliv na islamski svet. Takšno dojemanje je napore reformistov zelo otežilo.

## Začetek
Reforme sta zasnovala reformistična sultana Mahmud II. in njegov sin Abdulmedžid I. in prominentni, pogosto v Evropi izobraženi državni uradniki, ki so spoznali, da stare vojaške in verske institucije ne izpolnjujejo več potreb imperija. Večina simbolnih sprememb, na primer uniforme, je bila usmerjena k spreminjanju miselnosti državnih uradnikov. Veliko uradnikov, povezanih z vlado, so spodbudili, naj se oblačijo bolj evropsko. Veliko reform je poskušalo vpeljati preskušeno uspešno evropsko prakso, sicer pa so bile pod močnim vplivom francoskega civilnega zakonika, katerega ideje so v Osmansko cesarstvo prinesli vedno številčnejši osmanski študentje, ki so študirali v Franciji. Spremembe so vključevale odpravo starega sistema novačenja vojakov (devširme) v korist splošne vojaške obveznosti ter šolske, institucionalne in zakonodajne reforme in odpravo politične korupcije.
Politika, imenovana osmanizem, je imela namen združiti vse narode v Osmanskem cesarstvu, »muslimane in nemuslimane, Turke in Grke, Armence in Jude, Kurde in Arabce«. Uradno se je začela s Cesarskim odlokom o reorganizaciji (turško Tanzimât Fermânı) leta 1839, ki je razglasil enakost pred zakonom za vse muslimanske in nemuslimanske državljane Osmanskega cesarstva.

## Motivi
Glavni motiv reform je bila borba proti počasnemu zatonu cesarstva, ki se je kazal v krčenju ozemlja in upadanju vojaške moči v primerjavi z evropskimi silami. Reforme so razen zunanjih zahtevale tudi notranje razmere v cesarstvu.
Navznoter je Osmansko cesarstvo pričakovalo, da bo z bolj centralizirano in legitimno oblastjo odpravilo miletski sistem in dobilo neposreden nadzor nad vsemi prebivalci cesarstva. Drugo veliko pričakovanje je bilo, da bo bolj odprta država postala privlačna za tujce. Oblast se je po drugi strani bala, da bodo med muslimani in nemuslimani izbruhnili spopadi. Da bi zmanjšala to nevarnost, je vsem omogočila versko svobodo. Verjetnost zunanje intervencije je zmanjšala s podelitvijo večjih pravic kristjanom.
Naslednji razlog za reforme je bila zaskrbljenost zaradi stopnjevanja vmešavanja evropskih sil v osmanske notranje zadeve. Po krimski vojni, ki jo je sprožil vdor Rusije v Osmansko cesarstvo leta 1850, so se osmanski voditelji poskušali izogniti njenemu nadaljevanju. Upali so, da bodo velike sile sprejemale tanzimat tako dolgo, dokler bodo trajale reforme.
Četudi so bili motivi za izvedbo reform birokratski, so ga podprli liberalni ministri in intelektualci, kakršni so bili Kabuli Mehmed Paša in skrivnostna družba Mladoturkov, in liberalno misleči državljani, med njimi Midhat Paša, ki se pogosto šteje za enega od ustanoviteljev osmanskega parlamenta. Zaradi notranje, finančne in diplomatske krize, ki je dosegla višek leta 1875-1876, je moral Midhat Paša leta 1876 vesti ustavo, s katero se je tanzimat končal.

## Reforme
Reforme so se začele med vladavino sultana Mahmuda II. Sultan Abdulmedžid I. je 3. novembra 1839 izdal cesarski odlok (turško hatt-i sharif) z naslovom Tanzimât Fermânı (تنظيمات). Odloku je sledilo več zakonskih aktov, ki so udejanili njegovo politiko.
Sultan je v odloku izjavil, da z njim želi »preko novih institucij v vse province Osmanskega cesarstva prinesti ugodnosti dobre državne uprave«. Reforme so prinesle:
- jamstva, da bo vsem podložnikom zagotovljena popolna varnost njihovega življenja, časti in premoženja (1839)
- uvedba prvih bankovcev (1840)
- ustanovitev prve javne poštne službe (1840)
- reorganizacija finančnega sistema (1840)
- reorganizacija civilnega in kazenskega zakonika (1840)
- ustanovitev Meclis-i Maarif-i Umumiye (1841), prototipa prvega osmanskega parlamenta (1876)
- reorganizacija oboroženih sil in načina rekrutiranja, uvedba nabora in določenje trajanja vojaške službe (1843–1844)
- uvedba državne himne in državne zastave (1844)
- prvi splošen popis prebivalstva (1844, ki je veljal samo za moške)
- uvedba osebnega dokumenta, ki se je uradno imenovala Mecidiye, neuradno pa kafa kağıdı  (1844)
- ustanovitev Sveta za javno svetovanje (1845) in Ministrstva za izobraževanje (Mekatib-i Umumiye Nezareti, 1847, ki je kasneje postal Maarif Nezareti, 1857)
- ukinitev suženjstva in trgovanja s sužnji (1847)
- ustanovitev prvih sodobnih univerz (darülfünun, 1848)), akademij  (1848) in učiteljskih šol (darülmuallimin, 1848)
- ustanovitev Ministrstva za zdravstvo (Tıbbiye Nezareti, 1850)
- uvedba trgovinskega kodeksa (1850)
- ustanovitev Akademije znanosti (Encümen-i Daniş, 1851)
- ustanovitev družbe Şirket-i Hayriye, ki je uvedla prve parne trajekte  (1851)
- ustanovitev sodobne Mestne občine Istanbul (Şehremaneti, 1854) in Mestnega sveta za načrtovanje (İntizam-ı Şehir Komisyonu, 1855)
- Hatt-ı Hümayun leta 1856 (imenovan Islahat, kar pomeni dopolnila ali izboljšave), ki je podložnikom vseh verstev obljubljal popolno enakost pred zakonom (1856)
- ukinitev devširme, sistema rekrutiranja vojakov, ki je omogočila, da so vojaki postali tudi odrasli nemuslimani (1856)
- različni odloki za izboljšavo delovanja javnih služb in trgovanja
- vzpostavitev prvega telegrafskega (1847–1855) in železniškega omrežja (1856)
- nadomestitev cehov s tovarnami
- ustanovitev Osmanske centralne banke (Bank-ı Osmanî leta 1856, ki je bila leta 1863 reorganizirana v Bank-ı Osmanî-i Şahane)[12]  in Osmanske borze (Dersaadet Tahvilat Borsası, 1866)[13]
- uvedba zemljiškega zakona (Arazi Kanunnamesi, 1857)
- dovoljenje za zasebno založništvo in tiskarstvo (Serbesti-i Kürşad Nizamnamesi (1857)
- dekriminalizacija homoseksualnosti (1858)
- ustanovitev Višje upravne šole (1859)[14]
- ustanovitev Šole za ekonomske in politične znanosti (Mekteb-i Mülkiye, 1859)
- zakon o tisku in novinarstvu (Matbuat Nizamnamesi, 1864)[11]
- ostanovitev Cesarskega osmanskega liceja v Galatasaraju (1868)[14]
- razglasitev Zakona o nacionalnosti, ki je izenačil vse državljane, ne glede na njihovo versko in etnično pripadnost (1869)

## Gülhanski hatišerif
Hatt-ı Şerif, dobesedno Vzvišeni odlok ali Cesarsko oznanilo iz hiše vrtnic (gülhane), je bila prva v nizu tanzimatskih reform vlade sultana Abdulmedžida I. in ključen dokument na poti k posvetni državi. Odlok, imenovan po hiši vrtnic v palači Topkapi, je ukinil zakup in vzpostavil davčni sistem s plačanimi pobiralci davkov. Razen tega je odlok uvedel vojaški nabor znotraj upravnih enot, ki je temeljil na številu prebivalcev.
Najpomembnejše določilo odloka je bila uvedba zakona za vse podložnike, tudi muslimane, ki je zagotavljal pravico do življenja in lastnine. S tem odlokom se je končal sistem kul, ki je dopuščal, da je vladar samovoljno usmrtil svojega podložnika in/ali zaplenil njegovo premoženje. To določilo je poskušalo vzpostaviti zakonsko in socialno enakost za vse osmanske državljane. Reforme so ukinile miletski sistem, v katerem so verske skupnosti delovale samostojno po zakonih svoje vere. Prebivalci so bili zato organizirani v zaključene družbe. Nekatere so imele tudi privilegije. Določilo je te privilegije ukinilo in poskušalo ustvariti družbo, v kateri bi za vse veljali isti zakoni.
Reforme so pomenile najbolj popolno rekonstrukcijo javnega življenja v Osmanskem cesarstvu. Vsebovale so vzpostavitev sistema državnih šol in spodbujale k vpisu vanje. Vse province so bile organizirane tako, da je guverner lahko imel svoje svetovalce, ki so mu pomagali izboljšati upravo. Reforme so z uvedbo centralne banke, državnih obveznic in decimalizacijo valute posodobile finančni sistem. In ne nazadnje so reforme razširile sistem cest, kanalov in železniških prog, ki so omogočili boljše komuniciranje in transport.

### Reakcije
Reakcije na odlok niso bile docela pozitivne. Kristjani na Balkanu reform niso podprli, ker so se želeli biti osamosvojiti, centralizacija oblasti pa jim je to otežila. Njegovo sprejetje je nekaj provinc spodbudilo, da so zahtevale neodvisnost in se uprle. Združeno kraljestvo je bilo zainteresirano za neokrnjeno Osmansko cesarstvo, zato je reforme v celoti podprlo.

## Odlok iz leta 1856 in verska svoboda
Reformski odlok iz leta 1856 je poskušal uresničiti obljube tanzimata. Odlok zelo specifično govori o položaju nemuslimanov, kar je morda posledica obdobja verskih nemirov, ki so sledili odloku iz leta 1839. Eden od ciljev tanzimata je bil, da država ne sme dopuščati prisilnega spreobračanja v islam in usmrčevanja muslimanov, ki so se spreobrnili v drugo vero. Zgleda, da so bile pravice nemuslimanov, vsaj do odloka leta 1856, kljub temu resno okrnjene. Osmanska vlada je na različne načine poskušala vzpostaviti stike z nemuslimani. Najprej jim je ponudla možnost, da dobijo status varovanih oseb (zimmi), ki jim je omogočal bivanje v Osmanskem cesarstvu in pravico do zasebne lastnine, kar pa je bilo povezano s plačevanjem posebnega davka (cizye).
Za osmansko vladajočo elito je verska svoboda pomenila pravico do obrambe njihove vere.

## Posledice
Gülhanski odlok in Tanzimat sta bila močni vodili za razvoj osmanske družbe, vendar nista bila ustava in nista nadomestila ustanove sultana.
Tanzimatske reforme so imele daljnosežne posledice. Med osebami, ki so se izobraževale v novoustanovljenih šolah je bilo veliko kasnejših državnikov, med njimi tudi Mustafa Kemal Atatürk, naprednih voditeljev in mislecev Republike Turčije in drugih osebnosti z Balkana, Srednjega vzhoda in Severne Afrike. Po pogajanjih evropskimi velesilami po krimski vojni je bil sistem nazadnje razveljavljen. Evropske sile so v okviru listine iz leta 1856 zahtevale mnogo večjo neodvisnost narodnih manjšin kot jo je predvidela osmanska oblast, ki je v okviru enakosti državljanov manjšine obravnavala enako kot Turke. Z novimi zakoni se je okrepil krščanski srednji razred in povečal svojo gospodarsko in politično moč.
Ugledni Arabci so na splošno nasprotovali reformam. Ker je državna uprava v spreminjajočem se cesarstvu začela prehajati na mlajše osebe, izšolane v državnih šolah, so številne vodilne arabske družine že na začetku 1870. let začele vpisovati svoje sinove v visoke šole v Istanbulu. Ti sinovi so po končanem študiju dobili položaje v državni upravi, s čimer so okrepili položaj svojih družin. Med tanzimatom je arabska urbana elita uspela ohraniti svoje privilegije in prepričati oblast, da so oni tisti, ki jih mora država kot državne uradnike poslati iz Istanbula. Politika arabske elite je preživela reforme za centralizacijo države.
Reforme so dosegle vrh leta 1876 s sprejetjem prve ustave, ki je nadzirala avtokratsko oblast sultana. Začelo se je tako imenovano prvo ustavno obdobje. Sultan Abdulhamid II., ki je ustavo podpisal, se je hitro obrnil proti njej.
Državne institucije so se reorganizirale, zakonodaja pa se je posodobila skladno z novimi okoliščinami. Spremenilo se je tudi šolstvo, način oblačenja, arhitektura, umetnost in način življenja. Z reorganizacijo in uvedbo novih državnih ustanov se je izjemno povečalo število državnih uradnikov.
Nekateri poznavalci trdijo, da je tradicionalna muslimanska skupnost tanzimatske vrednote dojemala kot vsiljene od zgoraj in ne kot vrednote, ki so odraz teženj v družbi. Od teh reform naj bi imeli največ koristi predvsem nemuslimani, ki so se s položaja drugorazrednih državljanov (zimmy) povzpeli na enakopraven položaj z muslimani. Takšno stališče je bilo delno vzrok za pokol Armencev (80.000-300.000) in Sirijcev (25.000) v tako imenovanem hamidskem pokolu (1894-1896) in kasnejšem armenskem genocidu.

### Posledice v nekaterih provincah
V Libanonu je tanzimat nameraval uvesti tradicionalno enakost vseh podložnikov pred zakonom, vladajoča elita pa si je prizadevala ohraniti stari hierarhični družbeni red, kar kaže, da so se cilji reform tolmačili različno. Razlike v tolmačenju so leta 1860 privedle do etnično-verskih upora z novo zakonodajo emancipiranih  maronitov. Posledica upora je bila tekmovanje evropskih in osmanskih politikov za lojalnost lokalnega prebivalstva. Francozi so se razglasili za zaščitnike maronitov, Britanci za zaščitnike druzov, Turki pa so razglašali, da je sultan enako naklonjen vsem verskim skupnostim.
V Palestini je zemljiška reforma, zlasti Zemljiški zakon iz leta 1858, dovolila ruskim Judom nakup zemljišč in jim omogočila priseljevanje v prvi aliji (1882 in 1903). Osmanska država je za okrepitev svoje davčne baze od Arabcev v Palestini prvič zahtevala, da registrirajo svoje zemljiške posesti. Ker so se kmetje (felahi) bali, da bo registracija prinesla samo povečanje davkov in obveznost služenja v vojski, tega niso storili. Njihovo neukost so izkoristili voditelji lokalni skupnosti (muhtarji) in vso njihovo zemljo registrirali pod svojim imenom. Registrirano zemljo so kasneje razglasili za svojo lastnino in jo skupaj s felahi prodajali judovskim priseljencem. Razen Judov so zemljišča na veliko kupovale tudi premožne krščanske in muslimanske družine iz razreda efendijev, ki so zemljo lahko obdelovale same ali jo prodale.
Armeniji je osmanska vlada leta 1863 odobrila Armensko nacionalno ustavo, ki je obsegala 150 členov. Sestavila jo je armenska inteligenca in je določala pooblastila armenskega patriarha v okviru omanskega miletskega sistema in novoustanovljene Armenske narodne skupščine.